# Isa-bey Ishaković
Isa-beg Ishaković (turecky: İshakoğlu İsa Bey) byl osmanský generál a po většinu své kariéry guvernér Bosenského sandžaku. Byl bosenského šlechtického původu a byl zajat během okupace Osmanskou říší. V 50. a 60. letech 15. století byl guvernérem Skopského sandžaku a poté se stal guvernérem celé Bosny. Byl hlavním aktérem během osmanského dobývání tohoto regionu a byl jedním z nejoblíbenějších vojáků sultána.

## Původ
O jeho původu jsou dvě hlavní teorie:
- Ishak Hranić Kosača, bratr bosenského šlechtice Stjepana Vukčiće Kosači, který byl poslán k sultánovi Mehmedovi II. jako důkaz loajality k říši. Poté, co byl adoptován Išakem Beyem (podle toho i příjmení Išakovič) konvertoval k islámu a vybudoval si v Osmanské říši politickou a vojenskou kariéru.
- Ishak Hranić/Hranušić, zajatý vězeň šlechtickou rodinou Pavlović (vládnoucí šlechta ve východní Bosně a v župě Vrhbosna). Následně byl Osmany osvobozen a na oplátku jim doživotně sloužil.

## Život
Isa-beg Ishakovič byl povýšen na sandžak-beje (provinčního guvernéra) na jaře roku 1439 ve Skopje, odkud pocházel jeho adoptivní otec Ishak-beg, a byl vyslán do vojenských tažení v Srbsku. Následně se v roce 1463 stal i guvernérem Bosny a byl jím až do roku 1470.
Jako guvernér Bosny zařídil tomuto regionu prosperitu. V roce 1461 založil základy osmanského Sarajeva, ležící v župě Vrhbosna, které je dodnes hlavním městem Bosny a Hercegoviny. V roce 1463 vybudoval dnes již historickou část města, včetně mešity, uzavřeného náměstí, veřejných lázní, hostelu a guvernérského palác (Saray), které dalo město jméno. Ve stejném duchu nechal o několik let později vystavět i město Novi Pazar (v dnešním Srbsku), turecky Yeni Pazar, doslova tedy nové tržiště. Nachází se jedenáct kilometrů od středověké osady Trgoviště. Zde vybudoval mešitu, náměstí a veřejné lázně. Dík němu se v tomto regionu zrodilo několik dalších vesnic a měst.
Ishakovič vystavěl mnoho významných budov, které se nachází na starém náměstí ve Skopje, např. Čifte Hammam, Kapan Ham, mešitu, madrasu (islámskou školu) a knihovnu.
Ishaković se zúčastnil masivního otrokářství v roce 1470. Pro vysokého osmanského úředníka Mustafu koupil za 500 dukátů manželku chorvatského šlechtice Ivana Markoviće.